# 澁谷果歩のたわわチャレンジ
『澁谷果歩のたわわチャレンジ』（しぶやかほのたわわチャレンジ）は、エンタ!959で放送されている巨乳専門バラエティ番組。澁谷果歩の冠番組。この頁では前身である『おっぱい×おっぱい』も記述する。

## 番組概要
バストサイズKカップの澁谷果歩がホストを務めるおっぱいバラエティ。毎回巨乳女優をゲストに呼び、巨乳都市伝説を話し胸にまつわる謎や悩みを解明したり、胸を使ったサービス精神旺盛な対決などを行う。前身は巨乳AV女優をフィーチャーした『おっぱい×おっぱい』。セカンドシーズンに澁谷果歩が毎回出演しており、再開を懇願したため企画が立ち上がった。特記なき場合はR-20。秋葉原Pigooスタジオで公開収録を行っている。
番組名は『月曜日のたわわ』に由来。澁谷果歩は2018年9月にAVを引退したが、その後も巨乳タレントしてMCを務める。
2019年9月、最終回を告知。2019年9月23日に東京カルチャーカルチャーにて、三島奈津子、優月まりな、松本菜奈実、吉根ゆりあを招き公開収録を行った。一部コーナーを10月5日にウェブで先行公開の上、11月2日に本放送。

## 出演者
- MC
  - 澁谷果歩

## 放送リスト
| 放送回 | 初回放送日     | ゲスト                                      | カップ数                                            |
| ------ | -------------- | ------------------------------------------- | --------------------------------------------------- |
| #1     | 2017年 3月2日  | 倉多まお                                    | Gカップ癒やし乳                                     |
| #2     | 5月1日         | 松本菜奈実                                  | Iカップ無敵乳                                       |
| #3     | 7月2日         | 浜崎真緒                                    | Eカップスケベ乳                                     |
| #4     | 9月16日        | 桜ちなみ                                    | Gカップ過激乳                                       |
| #5     | 12月17日       | 桐谷まつり                                  | Hカップわっしょい乳                                 |
| #6     | 2018年 1月16日 | 若槻みづな                                  | Iカップ淫ら乳                                       |
| #7     | 3月16日        | 松本菜奈実                                  | Jカップ無敵乳                                       |
| #8     | 5月18日        | 優月まりな                                  | Kカップ                                             |
| ♯9     | 7月16日        | Hitomi                                      | Oカップ                                             |
| #10    | 9月17日        |                                             | 予告ではKカップ・春菜はな出演をアナウンスしていた。 |
| #11    | 11月16日       | 春菜はな                                    | Kカップ ※1時間拡大                                  |
| #12    | 2019年 1月17日 | かさいあみ                                  | Gカップぶっかけ乳                                   |
| #13    | 4月2日         | 葉月美音                                    | Iカップスライム乳                                   |
| #14    | 5月4日         | 浜崎真緒                                    | Eカップロケット乳                                   |
| #15    | 7月16日        | 星空もあ                                    | Fカップ着痩せ乳                                     |
| #16    | 9月19日        | 三島奈津子                                  | Jカップユーチューバー                               |
| #17    | 11月2日        | 三島奈津子 優月まりな 松本菜奈実 吉根ゆりあ |                                                     |

## おっぱい×おっぱい
AV女優をMCに起用したおっぱいフィーチャー番組。時期によってMCが変わり、シーズン1は美乳。シーズン2は巨乳がキーワードとなっていた。スタジオ観覧も行っておらず、R-20指定なことも手伝い乳首が露わになるのがお決まりであった。
| 放送回       | 初回放送日     | 出演者                                                           | 特記   |
| ------------ | -------------- | ---------------------------------------------------------------- | ------ |
| シーズン1 #1 | 2012年 1月1日  | 早乙女らぶ 鈴木なつ 水嶋あい                                     |        |
| #2           | 2月3日         | 早乙女らぶ 鈴木なつ 椎名彩                                       |        |
| #3           | 3月2日         | 早乙女らぶ 鈴木なつ 上原保奈美                                   |        |
| #4           | 4月1日         | 早乙女らぶ 鈴木なつ みずほゆき                                   |        |
| #5           | 5月4日         | 早乙女らぶ 鈴木なつ 安達亜美                                     |        |
| #6           | 6月1日         | 早乙女らぶ 鈴木なつ 松すみれ                                     |        |
| #7           | 7月1日         | 早乙女らぶ 鈴木なつ 春原未来                                     |        |
| #8           | 8月1日         | 早乙女らぶ 鈴木なつ 琥珀うた                                     |        |
| #9           | 9月2日         | 早乙女らぶ 鈴木なつ 綾瀬みなみ                                   |        |
| #10          | 10月1日        | 早乙女らぶ 鈴木なつ 大槻ひびき                                   |        |
| #11          | 11月3日        | 長澤あずさ 真木今日子                                            |        |
| #12          | 12月1日        | 長澤あずさ 真木今日子 美咲あかり                                 |        |
| #13          | 2013年 1月05日 | 長澤あずさ 真木今日子 知花メイサ                                 |        |
| #14          | 2月2日         | 早乙女らぶ 春原未来 鈴木なつ 大槻ひびき                          |        |
| #15          | 3月2日         | 長澤あずさ 真木今日子 上原亜衣                                   |        |
| #16          | 4月5日         | 長澤あずさ 真木今日子 元山はるか 小倉もも                        |        |
| #17          | 5月4日         | 藤嶋唯 椿かなり 赤井美月                                         |        |
| #18          | 6月1日         | 藤嶋唯 椿かなり 羽月希                                           |        |
| #19          | 7月2日         | 藤嶋唯 椿かなり 初美沙希                                         |        |
| #20          | 8月1日         | 藤嶋唯 椿かなり 白木優子                                         |        |
| #21          | 9月3日         | 藤嶋唯 椿かなり 有村千佳                                         |        |
| #22          | 10月1日        | 藤嶋唯 椿かなり 青木りん                                         |        |
| #23          | 11月2日        | 長澤あずさ 真木今日子 藤嶋唯 椿かなり 上原亜衣 青木りん 初美沙希 | 傑作選 |
| シーズン2 #1 | 2015年 4月2日  | 長瀬麻美 澁谷果歩                                                |        |
| #2           | 5月10日        | 長瀬麻美 澁谷果歩 塚田詩織                                       |        |
| #3           | 6月1日         | 長瀬麻美 澁谷果歩 青葉優香                                       |        |
| #4           | 7月1日         | 長瀬麻美 澁谷果歩 三原ほのか                                     |        |
| #5           | 8月2日         | 長瀬麻美 澁谷果歩                                                |        |
| #6           | 9月2日         | 長瀬麻美 澁谷果歩                                                |        |

## スタッフ
- 制作著作：つくばテレビ

## 関連番組
- 吉根ゆりあのMの世界 ‐ 後継番組。